# Chacav
Chacav (hebrejsky חָצָב, v oficiálním přepisu do angličtiny Hazav, přepisováno též Hatzav) je vesnice typu mošav v Izraeli, v Jižním distriktu, v Oblastní radě Be'er Tuvja.

## Geografie
Leží v nadmořské výšce 62 metrů v pobřežní nížině, v regionu Šefela.
Obec se nachází 13 kilometrů od břehu Středozemního moře, cca 33 kilometrů jižně od centra Tel Avivu, cca 43 kilometrů západně od historického jádra Jeruzalému a 3 kilometry jižně od města Gedera. Chacav obývají Židé, přičemž osídlení v tomto regionu je etnicky převážně židovské.
Chacav je na dopravní síť napojen pomocí dálnice číslo 40.

## Dějiny

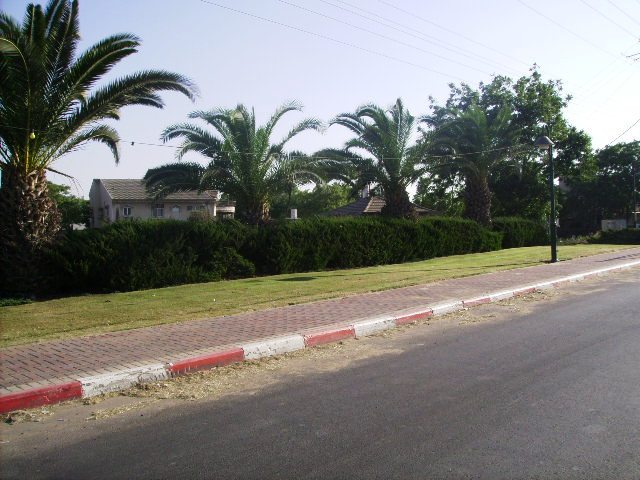
Příjezdová cesta do mošavu

Chacav byl založen v roce 1949. Jeho zakladateli byla skupina Židů z Libye, kteří se zde usídlili 1. června 1949. Předtím pobývali v provizorních přistěhovaleckých táborech na Kypru. Zpočátku se nová osada nazývala Masmija ha-Chadaša (מסמייה החדשה) nebo Masmija ha-Ze'ira (מסמייה הזעירה) - podle nedaleké arabské vesnice al-Masmija al-Kabira, jež zde stávala do roku 1948. Pak získal mošav nynější jméno, které v hebrejštině označuje druh květiny (ladoňka).
Správní území obce dosahuje cca 3400 dunamů (3,4 kilometrů čtverečních). Místní ekonomika je zčásti založena na zemědělství (pěstování zeleniny).

## Demografie
Podle údajů z roku 2014 tvořili naprostou většinu obyvatel v Chacavu Židé (včetně statistické kategorie "ostatní", která zahrnuje nearabské obyvatele židovského původu ale bez formální příslušnosti k židovskému náboženství).
Jde o menší obec vesnického typu s dlouhodobě rostoucí populací. K 31. prosinci 2014 zde žilo 1390 lidí. Během roku 2014 populace stoupla o 3,0 %.
| Rok            | 1961 | 1972 | 1983 | 1995 | 2001 | 2003 | 2004 | 2005 | 2006 | 2007 | 2008 | 2009 | 2010 | 2011 | 2012 | 2013 | 2014 |
| -------------- | ---- | ---- | ---- | ---- | ---- | ---- | ---- | ---- | ---- | ---- | ---- | ---- | ---- | ---- | ---- | ---- | ---- |
| Počet obyvatel | 665  | 760  | 656  | 650  | 849  | 874  | 880  | 917  | 914  | 963  | 993  | 1240 | 1242 | 1313 | 1333 | 1349 | 1390 |